# Kabinet-Macmillan II
Het kabinet–Macmillan II was de uitvoerende macht van de Britse overheid van 14 oktober 1959 tot 19 oktober 1963.
Op 19 oktober 1963 trad Macmillan af nadat het vertrouwen in zijn gezag was aangetast door allerlei schandalen in de loop der jaren. Hij werd opgevolgd als premier en partijleider van de Conservative Party door minister van Buitenlandse Zaken Alec Douglas-Home. Hij werd opgevolgd door minister van Buitenlandse Zaken Alec Douglas-Home. De parlementsverkiezingen van 1964 werden verloren door de Conservative Party - aangevoerd door Douglas-Home - en gewonnen door de Labour Party van Harold Wilson. Het verlies bleef echter beperkt. Het verschil tussen de Conservative Party en de Labour Party bedroeg uiteindelijk maar dertien zetels en dit was grotendeels dankzij premier Douglas-Home, die, ondanks zijn aristocratische voorkomen, capabel was overgekomen tijdens zijn korte premierschap.

## Samenstelling
| Ambtsbekleder                                                           | Ambtsbekleder          | Ambtsbekleder                                          | Functie(s)                                         | Ambtstermijn      | Ambtstermijn    | Partij             |
| ----------------------------------------------------------------------- | ---------------------- | ------------------------------------------------------ | -------------------------------------------------- | ----------------- | --------------- | ------------------ |
|                                                                         | Harold Macmillan       | Harold Macmillan (1894–1986)                           | Premier                                            | 10 januari 1957   | 19 oktober 1963 | Conservative Party |
|                                                                         | Rab Butler             | Rab Butler (1902–1982)                                 | Vicepremier                                        | 13 juli 1962      | 16 oktober 1964 | Conservative Party |
| First Secretary of State                                                | Rab Butler             | Rab Butler (1902–1982)                                 |                                                    | 13 juli 1962      | 16 oktober 1964 | Conservative Party |
|                                                                         | Derick Heathcoat-Amory | Derick Heathcoat- Amory (1899–1981)                    | Minister van Financiën                             | 6 januari 1958    | 27 juli 1960    | Conservative Party |
|                                                                         | Selwyn Lloyd           | Selwyn Lloyd (1904–1978)                               | Minister van Financiën                             | 27 juli 1960      | 13 juli 1962    | Conservative Party |
|                                                                         |                        | Reginald Maudling (1917–1979)                          | Minister van Financiën                             | 13 juli 1962      | 16 oktober 1964 | Conservative Party |
|                                                                         | Selwyn Lloyd           | Selwyn Lloyd (1904–1978)                               | Minister van Buitenlandse Zaken                    | 20 december 1955  | 27 juli 1960    | Conservative Party |
|                                                                         | Alec Douglas-Home      | Graaf van Home Alec Douglas- Home (1903–1995)          | Minister van Buitenlandse Zaken                    | 27 juli 1960      | 19 oktober 1963 | Conservative Party |
|                                                                         | Rab Butler             | Rab Butler (1902–1982)                                 | Minister van Binnenlandse Zaken                    | 10 januari 1957   | 13 juli 1962    | Conservative Party |
|                                                                         |                        | Henry Brooke (1903–1984)                               | Minister van Binnenlandse Zaken                    | 13 juli 1962      | 16 oktober 1964 | Conservative Party |
|                                                                         | Alec Douglas-Home      | Graaf van Home Alec Douglas- Home (1903–1995)          | Lord President of the Council                      | 14 oktober 1959   | 27 juli 1960    | Conservative Party |
|                                                                         | Quintin Hogg           | Burggraaf Hailsham Quintin Hogg (1907–2001)            | Lord President of the Council                      | 27 juli 1960      | 16 oktober 1964 | Conservative Party |
|                                                                         | Rab Butler             | Rab Butler (1902–1982)                                 | Leader of the House of Commons                     | 20 december 1955  | 9 oktober 1961  | Conservative Party |
|                                                                         | Iain Macleod           | Iain Macleod (1913–1970)                               | Leader of the House of Commons                     | 9 oktober 1961    | 19 oktober 1963 | Conservative Party |
|                                                                         | Quintin Hogg           | Burggraaf Hailsham Quintin Hogg (1907–2001)            | Lord Privy Seal                                    | 14 oktober 1959   | 27 juli 1960    | Conservative Party |
|                                                                         | Edward Heath           | Edward Heath (1916–2005)                               | Lord Privy Seal                                    | 27 juli 1960      | 19 oktober 1963 | Conservative Party |
|                                                                         | Alec Douglas-Home      | Graaf van Home Alec Douglas- Home (1903–1995)          | Leader of the House of Lords                       | 29 maart 1957     | 27 juli 1960    | Conservative Party |
|                                                                         | Quintin Hogg           | Burggraaf Hailsham Quintin Hogg (1907–2001)            | Leader of the House of Lords                       | 27 juli 1960      | 19 oktober 1963 | Conservative Party |
|                                                                         | David Maxwell Fyfe     | Burggraaf Kilmuir David Maxwell Fyfe (1900–1967)       | Lord Chancellor                                    | 18 oktober 1954   | 13 juli 1962    | Conservative Party |
|                                                                         |                        | Baron Dilhorne Reginald Manningham- Buller (1905–1980) | Lord Chancellor                                    | 13 juli 1962      | 16 oktober 1964 | Conservative Party |
|                                                                         |                        | Reginald Maudling (1917–1979)                          | Minister van Handel                                | 14 oktober 1959   | 9 oktober 1961  | Conservative Party |
|                                                                         | Frederick Erroll       | Frederick Erroll (1914–2000)                           | Minister van Handel                                | 9 oktober 1961    | 19 oktober 1963 | Conservative Party |
|                                                                         |                        | Harold Watkinson (1910–1995)                           | Minister van Defensie                              | 14 oktober 1959   | 13 juli 1962    | Conservative Party |
|                                                                         | Peter Thorneycroft     | Peter Thorneycroft (1909–1994)                         | Minister van Defensie                              | 13 juli 1962      | 16 oktober 1964 | Conservative Party |
|                                                                         |                        | Derek Walker-Smith (1910–1992)                         | Minister van Volksgezondheid                       | 17 september 1957 | 27 juli 1960    | Conservative Party |
|                                                                         | Enoch Powell           | Enoch Powell (1912–1998)                               | Minister van Volksgezondheid                       | 27 juli 1960      | 19 oktober 1963 | Conservative Party |
|                                                                         | Edward Heath           | Edward Heath (1916–2005)                               | Minister van Arbeid                                | 14 oktober 1959   | 27 juli 1960    | Conservative Party |
|                                                                         | John Hare              | John Hare (1911–1982)                                  | Minister van Arbeid                                | 27 juli 1960      | 19 oktober 1963 | Conservative Party |
|                                                                         | David Eccles           | Sir David Eccles (1904–1999)                           | Minister van Onderwijs                             | 14 oktober 1959   | 13 juli 1962    | Conservative Party |
|                                                                         |                        | Sir Edward Boyle (1923–1981)                           | Minister van Onderwijs                             | 13 juli 1962      | 1 april 1964    | Conservative Party |
|                                                                         |                        | Ernest Marples (1907–1978)                             | Minister van Transport en Luchtvaart               | 14 oktober 1959   | 16 oktober 1964 | Conservative Party |
|                                                                         |                        | Henry Brooke (1903–1984)                               | Minister van Huisvesting en Lokale Zaken           | 10 januari 1957   | 9 oktober 1961  | Conservative Party |
| Minister voor Wales                                                     |                        | Henry Brooke (1903–1984)                               |                                                    | 10 januari 1957   | 9 oktober 1961  | Conservative Party |
|                                                                         |                        | Charles Hill (1904–1989)                               | Minister van Huisvesting en Lokale Zaken           | 9 oktober 1961    | 13 juli 1962    | Conservative Party |
| Minister voor Wales                                                     |                        | Charles Hill (1904–1989)                               |                                                    | 9 oktober 1961    | 13 juli 1962    | Conservative Party |
|                                                                         |                        | Sir Keith Joseph (1918–1994)                           | Minister van Huisvesting en Lokale Zaken           | 13 juli 1962      | 16 oktober 1964 | Conservative Party |
| Minister voor Wales                                                     |                        | Sir Keith Joseph (1918–1994)                           |                                                    | 13 juli 1962      | 16 oktober 1964 | Conservative Party |
|                                                                         |                        | John Hope (1912–1996)                                  | Minister van Openbare Werken                       | 14 oktober 1959   | 13 juli 1962    | Conservative Party |
|                                                                         | Geoffrey Rippon        | Geoffrey Rippon (1924–1997)                            | Minister van Openbare Werken                       | 13 juli 1962      | 16 oktober 1964 | Conservative Party |
|                                                                         | John Hare              | John Hare (1911–1982)                                  | Minister van Landbouw en Visserij                  | 6 januari 1958    | 27 juli 1960    | Conservative Party |
|                                                                         | Christopher Soames     | Sir Christopher Soames (1920–1987)                     | Minister van Landbouw en Visserij                  | 27 juli 1960      | 16 oktober 1964 | Conservative Party |
|                                                                         |                        | Charles Hill (1904–1989)                               | Kanselier van het Hertogdom Lancaster              | 10 januari 1957   | 9 oktober 1961  | Conservative Party |
|                                                                         | Iain Macleod           | Iain Macleod (1913–1970)                               | Kanselier van het Hertogdom Lancaster              | 9 oktober 1961    | 19 oktober 1963 | Conservative Party |
| Minister voor Koloniale Zaken                                           | Iain Macleod           | Iain Macleod (1913–1970)                               | 14 oktober 1959                                    | 9 oktober 1961    |                 | Conservative Party |
| Minister voor Koloniale Zaken                                           |                        |                                                        | Reginald Maudling (1917–1979)                      | 9 oktober 1961    | 13 juli 1962    | Conservative Party |
| Minister voor Koloniale Zaken                                           |                        | Duncan Sandys                                          | Duncan Sandys (1908–1987)                          | 13 juli 1962      | 16 oktober 1964 | Conservative Party |
|                                                                         | Alec Douglas-Home      | Graaf van Home Alec Douglas- Home (1903–1995)          | Minister voor Gemenebest Zaken                     | 5 april 1955      | 27 juli 1960    | Conservative Party |
|                                                                         | Duncan Sandys          | Duncan Sandys (1908–1987)                              | Minister voor Gemenebest Zaken                     | 27 juli 1960      | 16 oktober 1964 | Conservative Party |
|                                                                         |                        | John Maclay (1905–1992)                                | Minister voor Schotland                            | 10 januari 1957   | 13 juli 1962    | Conservative Party |
|                                                                         |                        | Michael Noble (1913–1984)                              | Minister voor Schotland                            | 13 juli 1962      | 16 oktober 1964 | Conservative Party |
|                                                                         | Quintin Hogg           | Burggraaf Hailsham Quintin Hogg (1907–2001)            | Minister zonder portefeuille (Wetenschaps- beleid) | 14 oktober 1959   | 16 oktober 1964 | Conservative Party |
|                                                                         |                        | Baron Mills van Studley Percy Mills (1890–1968)        | Minister zonder portefeuille                       | 9 oktober 1961    | 13 juli 1962    | Conservative Party |
|                                                                         |                        | Bill Deedes (1913–2007)                                | Minister zonder portefeuille                       | 13 juli 1962      | 16 oktober 1964 | Conservative Party |
| Formeel geen leden van het kabinet, maar woonde kabinetsvergadering bij |                        |                                                        |                                                    |                   |                 |                    |
| Ambtsbekleder                                                           | Ambtsbekleder          | Ambtsbekleder                                          | Functie                                            | Ambtstermijn      | Ambtstermijn    | Partij             |
|                                                                         |                        | John Boyd- Carpenter (1908–1998)                       | Minister voor Pensioenen en Verzekeringen          | 20 december 1955  | 16 juli 1962    | Conservative Party |
|                                                                         |                        | Niall Macpherson (1908–1987)                           | Minister voor Pensioenen en Verzekeringen          | 16 juli 1962      | 19 oktober 1963 | Conservative Party |
|                                                                         |                        | Henry Brooke (1903–1984)                               | Onderminister voor Financiën                       | 9 oktober 1961    | 13 juli 1962    | Conservative Party |
|                                                                         |                        | John Boyd- Carpenter (1908–1998)                       | Onderminister voor Financiën                       | 13 juli 1962      | 16 oktober 1964 | Conservative Party |
|                                                                         |                        | Baron Mills van Studley Percy Mills (1890–1968)        | Thesaurier- generaal                               | 14 oktober 1959   | 9 oktober 1961  | Conservative Party |
|                                                                         |                        | Henry Brooke (1903-1984)                               | Thesaurier- generaal                               | 9 oktober 1961    | 13 juli 1962    | Conservative Party |
|                                                                         |                        | John Boyd- Carpenter (1908-1998)                       | Thesaurier- generaal                               | 13 juli 1962      | 16 oktober 1964 | Conservative Party |
|                                                                         |                        | Sir Reginald Manningham- Buller (1905–1980)            | Advocaat- generaal                                 | 18 oktober 1954   | 13 juli 1962    | Conservative Party |
|                                                                         |                        | Sir John Hobson (1912–1967)                            | Advocaat- generaal                                 | 13 juli 1962      | 16 oktober 1964 | Conservative Party |
|                                                                         |                        | Reginald Bevins (1908–1996)                            | Minister van Posterijen                            | 14 oktober 1959   | 16 oktober 1964 | Conservative Party |
|                                                                         |                        | Martin Redmayne (1910–1983)                            | Onderstaats- secretaris voor Financiën             | 14 oktober 1959   | 16 oktober 1964 | Conservative Party |
| Chief Whip in het Lagerhuis                                             |                        | Martin Redmayne (1910–1983)                            |                                                    | 14 oktober 1959   | 16 oktober 1964 | Conservative Party |

Russell I ·
Smith-Stanley I ·
Hamilton-Gordon ·
Temple I ·
Smith-Stanley II ·
Temple II ·
Russell II ·
Smith-Stanley III ·
Disraeli I ·
Gladstone I ·
Disraeli II ·
Gladstone II ·
Gascoyne-Cecil I ·
Gladstone III ·
Gascoyne-Cecil II ·
Gladstone IV ·
Primrose ·
Gascoyne-Cecil III ·
Gascoyne-Cecil IV ·
Balfour ·
Campbell-Bannerman ·
Asquith I ·
Asquith II ·
Asquith III ·
Asquith IV ·
Lloyd George I ·
Lloyd George II ·
Law ·
Baldwin I ·
MacDonald I ·
Baldwin II ·
MacDonald II ·
MacDonald III ·
MacDonald IV ·
Baldwin III ·
Chamberlain I ·
Chamberlain II ·
Churchill I ·
Churchill II ·
Attlee I ·
Attlee II ·
Churchill III ·
Eden ·
Macmillan I ·
Macmillan II ·
Douglas-Home ·
Wilson I ·
Wilson II ·
Heath ·
Wilson III ·
Callaghan ·
Thatcher I ·
Thatcher II ·
Thatcher III ·
Major I ·
Major II ·
Blair I ·
Blair II ·
Blair III ·
Brown ·
Cameron I ·
Cameron II ·
May I ·
May II ·
Johnson I ·
Johnson II ·
Truss ·
Sunak ·
Starmer